# Saut à ski aux Jeux olympiques de 2006
Pour des articles plus généraux, voir Saut à ski aux Jeux olympiques et Jeux olympiques d'hiver de 2006.
Navigation
Salt Lake City 2002 Vancouver 2010

Les épreuves de saut à ski  aux Jeux olympiques d'hiver de 2006 se sont tenues entre le 11 février et le 20 février 2006. 

## Podiums
| Épreuves                    | Or                                                                      | Argent                                                          | Bronze                                                                    |
| Petit tremplin H 12 février | Lars Bystøl                                                             | Matti Hautamäki                                                 | Roar Ljøkelsøy                                                            |
| Grand tremplin H 18 février | Thomas Morgenstern                                                      | Andreas Kofler                                                  | Lars Bystøl                                                               |
| Par équipe H 20 février     | Autriche Andreas Widhölzl Andreas Kofler Martin Koch Thomas Morgenstern | Finlande Tami Kiuru Janne Happonen Janne Ahonen Matti Hautamäki | Norvège Lars Bystøl Bjørn Einar Romøren Tommy Ingebrigtsen Roar Ljøkelsøy |

## Résultats

### Petit tremplin H
| Place | Nation    | Athlète          | Points |
| ----- | --------- | ---------------- | ------ |
| 1er   | Norvège   | Lars Bystøl      | 266.5  |
| 2e    | Finlande  | Matti Hautamäki  | 265.5  |
| 3e    | Norvège   | Roar Ljøkelsøy   | 264.5  |
| 4e    | Allemagne | Michael Uhrmann  | 264.0  |
| 5e    | Suisse    | Andreas Kuettel  | 262.5  |
| 6e    | Finlande  | Janne Ahonen     | 261.5  |
| 7e    | Pologne   | Adam Małysz      | 261.0  |
| 8e    | Allemagne | Michael Neumayer | 260.5  |

### Grand tremplin H
| Place | Nation   | Athlète             | Points |
| ----- | -------- | ------------------- | ------ |
| 1er   | Autriche | Thomas Morgenstern  | 276.9  |
| 2e    | Autriche | Andreas Kofler      | 276.8  |
| 3e    | Norvège  | Lars Bystøl         | 250.7  |
| 4e    | Norvège  | Roar Ljøkelsøy      | 242.8  |
| 5e    | Finlande | Matti Hautamäki     | 242.4  |
| 6e    | Suisse   | Andreas Küttel      | 239.1  |
| 7e    | Norvège  | Bjørn Einar Romøren | 238.2  |
| 8e    | Japon    | Takanobu Okabe      | 236.8  |

### Par équipes H
| Place | Nation    | Athlètes                                                          | Points |
| ----- | --------- | ----------------------------------------------------------------- | ------ |
| 1er   | Autriche  | Andreas Widhölzl Andreas Kofler Martin Koch Thomas Morgenstern    | 984.0  |
| 2e    | Finlande  | Tami Kiuru Janne Happonen Janne Ahonen Matti Hautamäki            | 976.6  |
| 3e    | Norvège   | Lars Bystøl Bjørn Einar Romøren Tommy Ingebrigtsen Roar Ljøkelsøy | 950.1  |
| 4e    | Allemagne | Michael Neumayer Martin Schmitt Michael Uhrmann Georg Späth       | 922.6  |
| 5e    | Pologne   | Stefan Hula Kamil Stoch Robert Mateja Adam Małysz                 | 894.4  |
| 6e    | Japon     | Daiki Ito Tsuyoshi Ichinohe Noriaki Kasai Takanobu Okabe          | 893.1  |
| 7e    | Suisse    | Michael Moellinger Simon Ammann Guido Landert Andreas Küttel      | 886.9  |
| 8e    | Russie    | Denis Kornilov Dimitri Ipatov Dmitri Vassiliev Ildar Fatkoulline  | 856.8  |

## Médailles
| Place | Nation   |   |   |   | Total |
| ----- | -------- | - | - | - | ----- |
| 1er   | Autriche | 2 | 1 | 0 | 3     |
| 2e    | Norvège  | 1 | 0 | 3 | 4     |
| 3e    | Finlande | 0 | 2 | 0 | 2     |